# Bertrand (Nebraska)
Bertrand é uma vila localizada no estado americano de Nebraska, no Condado de Phelps.

## Demografia
Segundo o censo americano de 2000, a sua população era de 786 habitantes. 
Em 2006, foi estimada uma população de 790, um aumento de 4 (0.5%).

## Geografia
De acordo com o United States Census Bureau, a localidade tem uma área de 1,5 km², sem área coberta por água. Bertrand localiza-se a aproximadamente 768 m acima do nível do mar.

## Localidades na vizinhança
O diagrama seguinte representa as localidades num raio de 24 km ao redor de Bertrand. 